# BBL-Pokal 2024/25
Der BBL-Pokal 2024/25 war die sechzehnte Austragung des Pokal-Wettbewerbs im deutschen Vereinsbasketball der Herren als Ligapokal. Wie in der Vorsaison spielten 24 Teams aus der ersten und zweiten Bundesliga im K.o.-System über fünf Spielrunden den Deutschen Pokalsieger im Vereinsbasketball der Herren aus. Den Pokal gewann erstmals der Syntainics MBC. 

## Modus
Wie in der Vorsaison nahmen die 18 Teams der Basketball-Bundesliga 2023/24 sowie die sechs besten Teams der Abschlusstabelle der ProA 2023/24 am BBL-Pokal teil. Die Zweitligisten sowie die zehn Erstligisten, die die Playoffs nicht erreicht haben, starteten in der ersten Runde. Dabei genossen die Qualifikanten aus der ProA sowie die beiden Absteiger Heimrecht. Die Gewinner dieser Spiele zogen ins Achtelfinale ein, wo auch die acht Playoff-Teilnehmer der vorherigen BBL-Saison einstiegen. Ab dem Achtelfinale wurde frei gelost. Im K.-o.-System wurden die vier Teilnehmer am Final Four ermittelt. Diese spielten am 15. und 16. Februar in der Stadthalle Weißenfels den deutschen Pokalsieger aus.

## Spielrunden

### 1. Runde
Die erste Runde wurde vom 13. bis zum 15. September 2024 ausgetragen. Dabei traf immer ein Team aus Lostopf 1 in eigener Halle auf ein Team aus Lostopf 2. Die Gewinner der Paarungen qualifizierten sich für das Achtelfinale.
| Topf 1 Platz 16 der BBL 2023/24 und Mannschaften der ProA 2024/25                                                                                               | Topf 2 Mannschaften auf den Plätzen 9 bis 15 der BBL 2023/24 und Aufsteiger aus der ProA 2024/25                                                            |
| MLP Academics Heidelberg HAKRO Merlins Crailsheim Tigers Tübingen PS Karlsruhe LIONS VET-CONCEPT Gladiators Trier Phoenix Hagen GIESSEN 46ers Science City Jena | Veolia Towers Hamburg EWE Baskets Oldenburg Bamberg Baskets Basketball Löwen Braunschweig SYNTAINICS MBC BG Göttingen ROSTOCK SEAWOLVES Skyliners Frankfurt |

| Datum      |                              | Ergebnis |                               |
| ---------- | ---------------------------- | -------- | ----------------------------- |
| 13.09.2024 | VET-CONCEPT Gladiators Trier | 68 : 71  | Skyliners Frankfurt           |
| 14.09.2024 | HAKRO Merlins Crailsheim     | 79 : 77  | ROSTOCK SEAWOLVES             |
| 14.09.2024 | Tigers Tübingen              | 63 : 91  | EWE Baskets Oldenburg         |
| 14.09.2024 | GIESSEN 46ers                | 79 : 103 | SYNTAINICS MBC                |
| 14.09.2024 | PS Karlsruhe LIONS           | 57 : 78  | Bamberg Baskets               |
| 15.09.2024 | MLP Academics Heidelberg     | 96 : 89  | Veolia Towers Hamburg         |
| 15.09.2024 | Phoenix Hagen                | 80 : 83  | BG Göttingen                  |
| 15.09.2024 | Science City Jena            | 70 : 80  | Basketball Löwen Braunschweig |

### Achtelfinale
Das Achtelfinale wurde vom 11. bis zum 13. Oktober 2024 ausgetragen. Dafür waren die acht Gewinner der ersten Runde sowie die Playoff-Teilnehmer der BBL 2023/24 qualifiziert. Dabei handelte es sich um folgende Mannschaften:
- FC Bayern München Basketball
- ALBA BERLIN
- NINERS Chemnitz
- FIT/ONE Würzburg Baskets
- ratiopharm ulm
- RASTA VECHTA
- Telekom Baskets Bonn
- MHP RIESEN Ludwigsburg

Die Begegnungen und das jeweilige Heimrecht wurden ab dieser Runde in einer freien Auslosung bestimmt. Die Gewinner der Paarungen qualifizierten sich für das Viertelfinale.
| Datum      |                               | Ergebnis  |                              |
| ---------- | ----------------------------- | --------- | ---------------------------- |
| 11.10.2024 | BG Göttingen                  | 86 : 78   | FIT/ONE Würzburg Baskets     |
| 12.10.2024 | Skyliners Frankfurt           | 85 : 79   | EWE Baskets Oldenburg        |
| 12.10.2024 | Bamberg Baskets               | 103 : 100 | ratiopharm ulm               |
| 12.10.2024 | Basketball Löwen Braunschweig | 68 : 89   | RASTA VECHTA                 |
| 13.10.2024 | MLP Academics Heidelberg      | 78 : 73   | NINERS Chemnitz              |
| 13.10.2024 | HAKRO Merlins Crailsheim      | 74 : 75   | ALBA BERLIN                  |
| 13.10.2024 | MHP RIESEN Ludwigsburg        | 77 : 85   | SYNTAINICS MBC               |
| 13.10.2024 | Telekom Baskets Bonn          | 85 : 91   | FC Bayern München Basketball |

### Viertelfinale
Das Viertelfinale wurde vom 7. bis 9. Dezember 2024 ausgetragen. Die Gewinner der Paarungen qualifizierten sich für das Final Four.
| Datum      |                              | Ergebnis |                          |
| ---------- | ---------------------------- | -------- | ------------------------ |
| 07.12.2024 | SYNTAINICS MBC               | 100 : 85 | MLP Academics Heidelberg |
| 07.12.2024 | BG Göttingen                 | 67 : 87  | Skyliners Frankfurt      |
| 08.12.2024 | Bamberg Baskets              | 80 : 67  | ALBA BERLIN              |
| 09.12.2024 | FC Bayern München Basketball | 103 : 67 | RASTA VECHTA             |

### Top Four Finalturnier
Das Top Four Finalturnier - offizielle Bezeichnung VIMODROM Top Four 2025 - mit den beiden Halbfinal-Partien und dem Finale fand am Wochenende des 15. und 16. Februars 2025 in der Stadthalle Weißenfels des SYNTAINICS MBC statt. Die Halbfinal-Paarungen wurden direkt nach dem letzten Viertelfinalspiel ausgelost.

#### Halbfinale
| 15. Februar 2025 16:00 Uhr | Spielbericht | FC Bayern München Basketball                                                      | 93 – 95 | SYNTAINICS MBC                                                      | Stadthalle Weißenfels, Weißenfels Zuschauer: 3.000 Schiedsrichter: Anne Panther, Gentian Cici, Zulfikar Oruzgani |
| 15. Februar 2025 16:00 Uhr | Spielbericht | Punkte pro Viertel: 20:22, 23:26, 30:25, 20:22 Punkte pro Halbzeit: 43:48, 50:47. |         |                                                                     | Stadthalle Weißenfels, Weißenfels Zuschauer: 3.000 Schiedsrichter: Anne Panther, Gentian Cici, Zulfikar Oruzgani |
| 15. Februar 2025 16:00 Uhr | Spielbericht | Punkte: Edwards 21 Rebounds: Lucic 6 Assists: Weiler-Babb 11                      |         | Punkte: Reaves 23 Rebounds: Breunig 9 Assists: Devoe, Callison je 8 | Stadthalle Weißenfels, Weißenfels Zuschauer: 3.000 Schiedsrichter: Anne Panther, Gentian Cici, Zulfikar Oruzgani |
| 15. Februar 2025 16:00 Uhr | Spielbericht |                                                                                   |         |                                                                     | Stadthalle Weißenfels, Weißenfels Zuschauer: 3.000 Schiedsrichter: Anne Panther, Gentian Cici, Zulfikar Oruzgani |

| 15. Februar 2025 19:00 Uhr | Spielbericht | Skyliners Frankfurt                                                               | 63 – 76 | Bamberg Baskets                                             | Stadthalle Weißenfels, Weißenfels Zuschauer: 3.000 Schiedsrichter: Robert Lottermoser, Martin Matip, Johannes Hack |
| 15. Februar 2025 19:00 Uhr | Spielbericht | Punkte pro Viertel: 15:23, 16:12, 18:23, 14:18 Punkte pro Halbzeit: 31:35, 32:41. |         |                                                             | Stadthalle Weißenfels, Weißenfels Zuschauer: 3.000 Schiedsrichter: Robert Lottermoser, Martin Matip, Johannes Hack |
| 15. Februar 2025 19:00 Uhr | Spielbericht | Punkte: Theodore 13 Rebounds: Muenkat 11 Assists: Parsons 5                       |         | Punkte: Watson-Boye 20 Rebounds: Stanic 8 Assists: Lofton 5 | Stadthalle Weißenfels, Weißenfels Zuschauer: 3.000 Schiedsrichter: Robert Lottermoser, Martin Matip, Johannes Hack |
| 15. Februar 2025 19:00 Uhr | Spielbericht |                                                                                   |         |                                                             | Stadthalle Weißenfels, Weißenfels Zuschauer: 3.000 Schiedsrichter: Robert Lottermoser, Martin Matip, Johannes Hack |

#### Finale
| 16. Februar 2025 16:00 Uhr | Spielbericht | SYNTAINICS MBC                                                                    | 97 – 87 | Bamberg Baskets                                                | Stadthalle Weißenfels, Weißenfels Zuschauer: 3.000 Schiedsrichter: Anne Panther, Gentian Cici, Zulfikar Oruzgani |
| 16. Februar 2025 16:00 Uhr | Spielbericht | Punkte pro Viertel: 28:17, 22:22, 25:21, 22:27 Punkte pro Halbzeit: 50:39, 47:48. |         |                                                                | Stadthalle Weißenfels, Weißenfels Zuschauer: 3.000 Schiedsrichter: Anne Panther, Gentian Cici, Zulfikar Oruzgani |
| 16. Februar 2025 16:00 Uhr | Spielbericht | Punkte: Devoe 27 Rebounds: Tkachenko 6 Assists: Reaves, Callison je 6             |         | Punkte: Segu 22 Rebounds: Krimmer 8 Assists: Lofton, Segu je 6 | Stadthalle Weißenfels, Weißenfels Zuschauer: 3.000 Schiedsrichter: Anne Panther, Gentian Cici, Zulfikar Oruzgani |
| 16. Februar 2025 16:00 Uhr | Spielbericht |                                                                                   |         |                                                                | Stadthalle Weißenfels, Weißenfels Zuschauer: 3.000 Schiedsrichter: Anne Panther, Gentian Cici, Zulfikar Oruzgani |